# Ijnisinya
Ijnisinya (àrab: اجنسنيا, ʿIjnisiniyā) és un vila palestina de la governació de Nablus, a Cisjordània, al nord de la vall del Jordà, 12 kilòmetres al nord-oest de Nablus. Segons l'Oficina Central Palestina d'Estadístiques tenia 505 habitants en 2007. La majoria dels habitants en edat de treballar es dediquen a l'agricultura.

## Història
L'emperadriu romana Helena de Constantinoble residia temporalment a la propera Sebastia i utilitzava per nedar el llac a Ijinsinya amb les seves criades. La zona en aquell moment era un petit llac envoltat de jardins. Als homes se'ls va prohibir entrar a la zona per l'emperadriu Helena per tal de garantir la seva privacitat i de les seves criades. El nom Ijnisinya deriva del grec, i es tradueix com «l'Edén de les dones», reflectint l'ús original del lloc de la vila.

### Restes romanes
Hi ha un edifici de l'antiga Roma anomenat Sheikh Shu'la que es troba dalt d'un turó amb vistes a tres viles, Ijnisinya, Sebastia i an-Naqura. Es diu que l'edifici era originalment un monestir romà de set pisos d'alçada. Les restes del monestir inclouen armaris de pedra, una presó, cel·les, passadissos secrets, i diversos pous. El seu nom, Shu'leh en àrab significa «foc». L'edifici va ser nomenat així perquè el soldà aiúbida Saladí va utilitzar aquest i edificis similars per transmetre missatges usant foc.
Els romans van utilitzar algunes de les terres del poble per a un cementiri després que el cristianisme esdevingués religió oficial de l'Imperi Romà. És creença popular que es tombes contenen tresors. Les tombes són conegudes generalment com a «tombes cristianes» o Khallet Issa. També s'hi ha trobat a la zona ceràmica romana d'Orient.

### Període medieval
La mesquita d'Ijinsinya data de l'època d'Úmar ibn al-Khattab i actualment forma part de l'escola de la vila. Ijnisinya estava entre un nombre de viles cristianes on s'assentaren els croats en l'àrea de Nablus i Sebastia en el segle xii.

### Època otomana
En 1596 apareix als registres fiscals otomans com a Jinisina, una vila a la nàhiya de Jabal Sami al liwà de Nablus. Tenia una població de 8 llars i 4 solters, tots musulmans, i pagaven taxes sobre el blat, l'ordi, cultius d'estiu, oliveres, cabres i ruscs, ingressos ocasionals, premsa per a les olives o raïm.
En 1667 Ijnisinya apareix en una llista de parròquies ortodoxes gregues. Tanmateix, en 1838 la vila ja no tenia església, encara que hi havia uns 60 residents cristians. En 1863 Victor Guérin hi va trobar una vila petita, amb habitants musulmans i cristians. En 1882 el Survey of Western Palestine del Fons per a l'Exploració de Palestina la va descriure com «un petit vilatge en una vall, envoltada d'oliveres.»
Abans del segle XX molts dels residents de la vila eren cristians, però després de diverses disputes amb els residents musulmans emigraren cap a viles amb majors poblacions cristianes com Zababdeh vora Jenin i Bir Zeit vor Ramallah.

### Època moderna
En el cens de Palestina de 1922 organitzat per les autoritats del Mandat Britànic de Palestina, Jenesenia tenia 119 habitants, tots musulmans, que augmentà lleugerament en el cens de 1931 a 157, tots musulmans en un total de 30 cases.
La població va créixer lentament en 1945, quan l'enquesta de terra i població de Sami Hadawi registrà una població de 200 musulmans, amb una àrea total de 6.547 dúnams. D'aquests, 907 dúnams eren plantacions i terra de rec, 3.216 usats per a cereals, mentre que 30 dúnams eren sòl edificat.
Després de la de la Guerra araboisraeliana de 1948, i després dels acords d'Armistici de 1949, Ijnisinya va restar en mans de Jordània. Després de la Guerra dels Sis Dies el 1967, ha estat sota ocupació israeliana. En 1967 la població era de 256 habitants. En el cens de 1997 de l'Oficina Central Palestina d'Estadístiques (PCBS), hi havia 418 habitants, dels quals 70 (16.7%) eren refugiats. La distribució per gèneres era exactament del 50% homes i 50% dones. Segons PCBS, Ijnisinya tenia 505 habitants en 2007.

## Geografia
Ijnisinya està situada a 12 kilòmetres al nord-oest de Nablus i es troba a l'est de Sebastia, al nord-oest d'an-Naqura, al sud de Beit Imrin, i al nord de Zawata. Ijnisinya té una elevació de 460 metres sobre el nivell del mar.
Té una àrea total de 6.547 dúnams, dels quals els dos terços son cultivables. L'àrea edificada és només de 30 dúnams, les oliveres cobreixen 900 dúnams, mentre que els cereals ocupen la majoria de la resta de terra cultivable. El 4 d'agost de 2001 les forces israelianes cremaren unes 200 oliveres d'Ijnisinya i Zawata.

### Subministrament d'aigua
A sota de la mesquita de la vila hi ha un gran dipòsit d'aigua subterrània romà que, fins fa poc, seguia sent utilitzat pels residents de la ciutat com a font d'aigua. L'emperadriu Helena va construir un aqüeducte per portar aigua des de Sebastia a Ijnisinya però va quedar en ruïnes després d'una sequera a Palestina. L'aqüeducte porta el nom d'ella, i parteix de Nablus i passa per Ein Beit al-Ma', Ijnisinya, i després a Sebastia.
En 2007, la bomba de la vila—construïda en 1977— es va ensorrar i els residents de la ciutat es van quedar sense aigua, obligant-los a viatjar a Asira al-Qibliya per demanar prestat l'aigua de la bomba de la vila. Uns mesos més tard, el Consell de Vila d'Ijnisinya amb l'ajuda de l'American Near East Refugee Aid, va construir una nova bomba.